# Кулпин (Њемачка)
Кулпин (њем. Kulpin) општина је у њемачкој савезној држави Шлезвиг-Холштајн. Једно је од 131 општинског средишта округа Херцогтум Лауенбург. Посједује регионалну шифру (AGS) 1053078.

## Географски и демографски подаци
Општина се налази на надморској висини од 41 метра. Површина општине износи 6,1 km². У самом мјесту је, према процјени из 2010. године, живјело 232 становника. Просјечна густина становништва износи 38 становника/km².

## Историја
Кулпин се први пут помиње 1228. године као словенско насеље. У средњем вијеку се ту налазио замак који је срушен око 1349. године. На његовом мјесту се данас налази имање, које је од 1919. године у власништву породице Кајзер.
Име Кулпин вјероватно потиче од словенске ријечи „колб“ (лабуд), који је представљен у средишту насеља Кулпин и представља симбол општине.